# عقول ده‌گانه
مسئله پیدایش عقل‌های ده‌گانه (عقول عَشَره)، از قدیم، در آرای فلاسفه بوده‌است؛ انکساکوروس، اولین فیلسوفِ عقلی است که قائل به «عقل مفارق» بوده‌است. پس از آن، صور ارسطو، کلیات سقراط و مٌثل افلاطون مطرح شد و در اثر طرح ایراداتی بر آنها، فلاسفه قواعدی را درست نمودند و جهان را به مجردات و مادیات تقسیم نموند و برای هر یک، مراتب و طبقاتی را قائل شدند. در طرف اجرام و سلسله مراتب وجود، منتهی به عناصر؛ هیولی و مادة المواد و در طرف مجردات، منتهی به عقل دهم و نفوس ناطقه بشری می‌شود. منشأ صدور نفوس جزئی را عقل فعال نامیده‌اند که به وسیله آن نفوس بشری بر بدن‌ها و اجساد، فیض می‌گردد.